# Герберт Блейз
Ге́рберт О́гастес Блейз (англ. Herbert Augustus Blaize; 1918–1989) — державний та політичний діяч Гренади, глава уряду країни у 1960–1961, 1962–1967 та 1984–1989 роках.

## Життєпис
Починав кар'єру на початку 1950-их років як керівник опозиційної Національної партії, був традиційним та найбільшим опонентом Еріка Гейрі. У 1979–1983 роках проживав на острові Карріаку, практично не беручи участі у житті суспільства. Після інтервенції США очолив коаліцію правоцентристських партій, яка виграла вибори, й у новому уряді отримав окрім прем'єрського ще 8 портфелів.